# Sciapus lectus
Sciapus lectus är en tvåvingeart som beskrevs av Becker 1922. Sciapus lectus ingår i släktet Sciapus och familjen styltflugor. Inga underarter finns listade i Catalogue of Life.